# بوئنی
 بوئنی  (Boeny) یکی از ۲۲ منطقه کشور ماداگاسکار است.

## ناحیه ها
منطقه بوئنی از ۶ ناحیه تشکیل شده است:
- آمباتو-بوئینا (Ambato-Boina)
- ماهایانگا ۱ (Mahajanga I)
- ماهایانگا ۲ (Mahajanga II)
- ماروووآی (Marovoay)
- میتسینجو (Mitsinjo)
- سوآلالا ( Soalala )